# Paolo Giordano II Orsini
Paolo Giordano II Orsini (Roma, 1591 – Bracciano, 24 maggio 1656), figlio del duca Virginio Orsini e della duchessa Flavia Damasceni Peretti, fu un nobile, mecenate, poeta e artista dilettante italiano e fu il terzo duca di Bracciano.
Nel gennaio del 1622 sposò la principessa Isabella Appiano e come suo marito fu principe consorte di Piombino.
Il 26 giugno 1625 l'imperatore Ferdinando II d'Asburgo gli concesse il rango di "principe del Sacro Romano Impero", confermatogli il 6 maggio 1638 con tre diplomi, aggiungendo il titolo di "Conte Palatino" e la facoltà di battere moneta.

## Biografia
Crebbe a Firenze, dove per stretti vincoli di parentela frequentava la Casa Medici. Alla morte del padre, Virginio Orsini, nel 1615 ereditò il ducato di Bracciano.
A Roma nel 1622 divenne il secondo marito della vedova Isabella Appiani (ca. 1630-1635), l'ultimo esponente degli Appiano Fu nominato principe del Sacro Romano Impero da Ferdinando II il 18 luglio 1623.
Visse nel suo castello di Bracciano, dove raccolse una "preziosa" collezione d'arte, che comprendeva, tra gli altri, dipinti di Tintoretto, Salvator Rosa, e Daniele da Volterra, incisioni di Albrecht Dürer e Ottavio Leoni, sculture di Gian Lorenzo Bernini e Johann Jakob Kornmann. Ebbe corrispondenza sullo stato delle arti in Italia con Cristina di Svezia Morì nel 1656.
A causa del declino economico sempre più accentuato del suo patrimonio, nel 1644 cedeva lo stato di Montelibretti con Corese, Montorio, Monte Flavio, Nerola e Ponticelli pervenuti per eredità al fratello Ferdinando dalla moglie Giustiniana ultima del ramo di San Gemini, a Taddeo Barberini, che in parte del pagamento si impegnava a soddisfare vari debiti della famiglia
Molto attento alla ricerca di titoli ed onorificenze, condusse una vita dispendiosa al pari di altre personalità del suo rango, tanto da trasmettere ai suoi eredi un indebitamento così elevato da costringerli a cedere i loro stati. Alla sua morte nel 1656 succedette il fratello minore Ferdinando e nel 1660, Flavio, figlio di costui e ultimo della famiglia Orsini ad essere duca di Bracciano (titolo e feudo ceduti agli Odescalchi) con cui si estinse il ramo di Bracciano.

## Ascendenza
|                                                 |   |                                            | Genitori                                                               |  |  | Nonni |  |  | Bisnonni                                |  |  | Trisnonni                                     |  |
|                                                 |   |                                            |                                                                        |  |  |       |  |  | Girolamo Orsini, V signore di Bracciano |  |  | Gian Giordano Orsini, IX conte di Tagliacozzo |  |
|                                                 |   |                                            |                                                                        |  |  |       |  |  | Girolamo Orsini, V signore di Bracciano |  |  | Gian Giordano Orsini, IX conte di Tagliacozzo |  |
|                                                 |   | Felice della Rovere                        |                                                                        |  |  |       |  |  | Girolamo Orsini, V signore di Bracciano |  |  |                                               |  |
| Paolo Giordano I Orsini, I duca di Bracciano    |   |                                            |                                                                        |  |  |       |  |  | Girolamo Orsini, V signore di Bracciano |  |  |                                               |  |
|                                                 |   | Francesca Sforza di Santa Fiora            | Bosio II Sforza, XI conte di Santa Fiora                               |  |  |       |  |  |                                         |  |  |                                               |  |
|                                                 |   | Francesca Sforza di Santa Fiora            | Bosio II Sforza, XI conte di Santa Fiora                               |  |  |       |  |  |                                         |  |  |                                               |  |
|                                                 |   | Francesca Sforza di Santa Fiora            | Costanza Farnese                                                       |  |  |       |  |  |                                         |  |  |                                               |  |
| Virginio Orsini, II duca di Bracciano           |   | Francesca Sforza di Santa Fiora            |                                                                        |  |  |       |  |  |                                         |  |  |                                               |  |
|                                                 |   | Cosimo I de' Medici, I granduca di Toscana | Ludovico "Giovanni delle Bande Nere" de' Medici                        |  |  |       |  |  |                                         |  |  |                                               |  |
|                                                 |   | Cosimo I de' Medici, I granduca di Toscana | Ludovico "Giovanni delle Bande Nere" de' Medici                        |  |  |       |  |  |                                         |  |  |                                               |  |
|                                                 |   | Cosimo I de' Medici, I granduca di Toscana | Maria Salviati                                                         |  |  |       |  |  |                                         |  |  |                                               |  |
| Isabella de' Medici                             |   | Cosimo I de' Medici, I granduca di Toscana |                                                                        |  |  |       |  |  |                                         |  |  |                                               |  |
|                                                 |   | Leonor Álvarez de Toledo y Osorio          | Pedro Álvarez de Toledo y Zúñiga, V marchese di Villafranca del Bierzo |  |  |       |  |  |                                         |  |  |                                               |  |
|                                                 |   | Leonor Álvarez de Toledo y Osorio          | Pedro Álvarez de Toledo y Zúñiga, V marchese di Villafranca del Bierzo |  |  |       |  |  |                                         |  |  |                                               |  |
|                                                 |   | Leonor Álvarez de Toledo y Osorio          | María Osorio y Pimentel                                                |  |  |       |  |  |                                         |  |  |                                               |  |
| Paolo Giordano II Orsini, III duca di Bracciano |   | Leonor Álvarez de Toledo y Osorio          |                                                                        |  |  |       |  |  |                                         |  |  |                                               |  |
|                                                 | … | …                                          |                                                                        |  |  |       |  |  |                                         |  |  |                                               |  |
|                                                 | … | …                                          |                                                                        |  |  |       |  |  |                                         |  |  |                                               |  |
|                                                 | … | …                                          |                                                                        |  |  |       |  |  |                                         |  |  |                                               |  |
| Fabio Damasceni                                 | … |                                            |                                                                        |  |  |       |  |  |                                         |  |  |                                               |  |
|                                                 |   | …                                          | …                                                                      |  |  |       |  |  |                                         |  |  |                                               |  |
|                                                 |   | …                                          | …                                                                      |  |  |       |  |  |                                         |  |  |                                               |  |
|                                                 |   | …                                          | …                                                                      |  |  |       |  |  |                                         |  |  |                                               |  |
| Flavia Damasceni Peretti                        |   | …                                          |                                                                        |  |  |       |  |  |                                         |  |  |                                               |  |
|                                                 |   | Giambattista Mignucci                      | Tullio Mignucci                                                        |  |  |       |  |  |                                         |  |  |                                               |  |
|                                                 |   | Giambattista Mignucci                      | Tullio Mignucci                                                        |  |  |       |  |  |                                         |  |  |                                               |  |
|                                                 |   | Giambattista Mignucci                      | …                                                                      |  |  |       |  |  |                                         |  |  |                                               |  |
| Maria Felice Mignucci Peretti                   |   | Giambattista Mignucci                      |                                                                        |  |  |       |  |  |                                         |  |  |                                               |  |
|                                                 |   | Camilla Peretti, marchesa di Venafro       | Francesco Piergentile "Peretto di Montalto"                            |  |  |       |  |  |                                         |  |  |                                               |  |
|                                                 |   | Camilla Peretti, marchesa di Venafro       | Francesco Piergentile "Peretto di Montalto"                            |  |  |       |  |  |                                         |  |  |                                               |  |
|                                                 |   | Camilla Peretti, marchesa di Venafro       | Mariana Ricucci                                                        |  |  |       |  |  |                                         |  |  |                                               |  |
|                                                 |   | Camilla Peretti, marchesa di Venafro       |                                                                        |  |  |       |  |  |                                         |  |  |                                               |  |

## Opere
- Liriche di Paolo Giordano Orsino, Duca Di Bracciano